# 15115 Івоннро
15115 Івоннро (15115 Yvonneroe) — астероїд головного поясу, відкритий 29 лютого 2000 року.
Тіссеранів параметр щодо Юпітера — 3,518.